# ۲-متیل‌ایزوبورنئول
۲-متیل‌ایزوبورنئول (به انگلیسی: 2-Methylisoborneol) با فرمول شیمیایی C۱۱H۲۰O یک ترکیب شیمیایی با شناسه پاب‌کم ۱۶۹۱۳ است. که جرم مولی آن ۱۶۸٫۲۸ g/mol می‌باشد. 